# Min røde basker
|  | Denne artikel er oprettet af botten PalnaBot ud fra en ekstern database. Den kan derfor have sproglige fejl eller mangler. Denne skabelon kan fjernes efter kontrol af indholdet. |

Min røde basker er en film instrueret af Jacob Søe efter manuskript af Jakob Söe-Pedersen.

## Handling
Om ungdommens identitetsbehov. Om nødvendigheden for at fylde sin hverdag med mening og at have direkte mulighed for at kunne påvirke omgivelserne. En fortælling om behovet for at have en eller anden magtfuld position, at føle sig værdsat og at ville gøre det 'rigtige'. Om 'guardian angles'.